# Österreichische Judo-Damen-Mannschaftsmeisterschaft 1993
Die Österreichische Judo-Damen-Mannschaftsmeisterschaft 1993 ermittelte zum 12. Mal den Österreichischen Mannschaftsmeisters im Judo. Sie wurde vom Österreichischen Judoverband ausgetragen. Sieger war zum 1. Mal der Vereinsgeschichte der Vienna Samurai.

## Tabelle
| Position | Mannschaft     | Ort          | Bundesland | Quelle |
| -------- | -------------- | ------------ | ---------- | ------ |
| 1        | Vienna Samurai | Leopoldstadt | Wien       | [ 2 ]  |

Stand: 2025-02-13